# 조준형
조준형(1963년 11월 4일 ~ )은 대한민국의 배우이다.

## 학력
- 중앙대학교 연극영화학과 학사

## 출연작

### 영화
- 1984년 《창수의 취업시대》
- 1990년 《햇빛 자르는 아이》
- 1991년 《젊은 날의 초상》... 써클 회원 2 역
- 1991년 《장군의 아들 2》
- 1992년 《걸어서 하늘까지》
- 1994년 《게임의 법칙》... 파마머리 역
- 1994년 《경멸》
- 1995년 《총잡이》... 저격수 역
- 1996년 《본 투 킬》... 야쿠자 역
- 1998년 《남자의 향기》... 윤상원 역
- 2000년 《섬》
- 2001년 《라이방》... 준형 역
- 2001년 《순수》
- 2005년 《이공》... segment 순수 역
- 2015년 《복도발령 3개월차》
- 2018년 《오아시스 세탁소》... 강태국 역

### 연극
- 1994년 《로리타》
- 1998년 《피카소,돈년,두보》
- 2003년~2010년 《오아시스세탁 습격사건》
- 2010년 《라이방》
- 2012년 《19 그리고 80》

### 드라마
- 1994년 KBS2 《미개인》